# الطريق الأوروبي E83
الطريق الأوروبي E83 هو طريق من شبكة الطرق الأوروبية الدولية. يبدأ في بيالا ببلغاريا وينتهي في بوتفغراد ببلغاريا.